# Вітфілд (округ, Джорджія)
Шаблон:StateAbbr_ 34°48′ пн. ш. 84°58′ зх. д. / 34.8° пн. ш. 84.97° зх. д.
Округ  Вітфілд (англ. Whitfield County) — округ (графство) у штаті  Джорджія, США. Ідентифікатор округу 13313.

## Історія
Округ утворений 1851 року.

## Демографія
За даними перепису 
2000 року 
загальне населення округу становило 83525 осіб, зокрема міського населення було 57067, а сільського — 26458.
Серед мешканців округу чоловіків було 42034, а жінок — 41491. В окрузі було 29385 домогосподарств, 22149 родин, які мешкали в 30722 будинках.
Середній розмір родини становив 3,24.
Віковий розподіл населення поданий у таблиці:
| Стать    | До 15 років | 15-21 | 22-29 | 30-39 | 40-49 | 50-65 | 65-85 | Понад 85 |
| -------- | ----------- | ----- | ----- | ----- | ----- | ----- | ----- | -------- |
| Чоловіки | 9970        | 4548  | 5249  | 6883  | 5897  | 6105  | 3155  | 227      |
| Жінки    | 9233        | 3852  | 4855  | 6299  | 5688  | 6370  | 4502  | 692      |

## Суміжні округи
- Бредлі, Теннессі — північ
- Маррей — схід
- Гордон — південь
- Вокер — захід, південний захід
- Катуза — захід, північний захід
- Гамільтон, Теннессі — північний захід

## Виноски
1. ↑  U.S. Decennial Census. United States Census Bureau. Архів оригіналу за 19 липня 2018. Процитовано 27 червня 2014.
2. ↑  Historical Census Browser. University of Virginia Library. Архів оригіналу за 11 серпня 2012. Процитовано 27 червня 2014.
3. ↑  Population of Counties by Decennial Census: 1900 to 1990. United States Census Bureau. Архів оригіналу за 2 лютого 2019. Процитовано 27 червня 2014.
4. ↑  Census 2000 PHC-T-4. Ranking Tables for Counties: 1990 and 2000 (PDF). United States Census Bureau. Архів оригіналу (PDF) за 18 грудня 2014. Процитовано 27 червня 2014.
5. ↑  State & County QuickFacts. United States Census Bureau. Архів оригіналу за 22 липня 2011. Процитовано 27 червня 2014.(англ.) Наведено за англійською вікіпедією.
6. ↑  American FactFinder. Бюро перепису населення США. Архів оригіналу за 21 травня 2008. Процитовано 31 січня 2008.

| США | Це незавершена стаття з географії США. Ви можете допомогти проєкту, виправивши або дописавши її. |